# اتو گونشه
اتو گونش (انگلیسی: Otto Günsche؛ (زاده ۸ سپتامبر ۱۹۱۷ – درگذشته ۲ اکتبر ۲۰۰۳) یک فرد نظامی اهل آلمان بود. وی دهمین آجودان آدولف هیتلر و از اعضای لشکر یکم زرهی اس‌اس لایب اشتاندارته اس‌اس آدولف هیتلر بود.

## زندگی‌نامه
وی در ینا در امپراتوری آلمان زاده شد. در سن ۱۶ سالگی راهنمایی را ترک کرد تا به لشکر یکم زرهی اس‌اس لایب اشتاندارته اس‌اس آدولف هیتلر و حزب نازی بپیوندد. برای اولین بار هیتلر را در سال ۱۹۳۶ ملاقات کرد. از سال ۱۹۴۰ تا ۱۹۴۱ آجودان اس‌اس هیتلر بود. از ۱ ژانویه ۱۹۴۱ تا ۳۰ آوریل ۱۹۴۲ در آکادمی افسران اس‌اس بود و سپس به خط مقدم فرستاده شد و فرماندهی یک گردان بمب زرهی در لشکر یکم زرهی اس‌اس لایب اشتاندارته اس‌اس آدولف هیتلر را بر عهده داشت. در ۱۲ ژانویه ۱۹۴۳ از آجودان‌های شخصی هیتلر شد. از اوت ۱۹۴۳ تا ۵ فوریه ۱۹۴۴ در جبهه شرق و در فرانسه جنگید. از مارس ۱۹۴۴ دوباره از آجودان‌های شخصی هیتلر گشت. وی در جریان جنگ در یک یا دو کنفرانس نظامی هیتلر حاضر بود؛ از جمله در جلسه‌ای در آشیانه گرگ در کنتشین که توطئه‌ای ناموفق علیه هیتلر صورت گرفت. بر اثر انفجار بمب لاله گوش وی سوخت و دچار کوفتگی شد.
در روزهای آخر رایش سوم، گونشه از طرف هیتلر وظیفه یافت تا لاشه هیتلر و اوا براون همسرش را پس از مرگ بسوزاند. هم‌چنین در هنگامی که هیتلر و اوا خودکشی کردند وی پشت در اتاق آن‌ها نگهبانی می‌داد. پس از سوزاندن  ا‌‌شههیتلر و در نیمه شب ۱ می ۱۹۴۵ پناهگاه هیتلر را ترک کرد. یک روز بعد توسط ارتش سرخ در برلین دستگیر و برای بازجویی توسط اِن‌کاوه‌ده به مسکو فرستاده شد.
وی در مسکو و باوتزن در آلمان شرقی زندانی بود تا این که در ۲ می ۱۹۵۶ آزاد شد. در طول مدت حبس، وی و هاینتس لینگه منابع مهمی برای زندگی‌نامه‌ای از هیتلر که برای ژوزف استالین تهیه شد بودند.
گونشه در سال ۲۰۰۳ به علت سکته قلبی در خانه‌اش در لمار درگذشت. وی سه فرزند داشت.